# نيكولا بوالو
نيكولا بوالو (بالفرنسية: Nicolas Boileau)‏ المعروف باسم بوالو (1 نوفمبر 1636، باريس - 13 مارس 1711، باريس). هو كاتب وشاعر فرنسي وناقد في العصر الكلاسيكي. عمل من أجل إصلاح شكل الشعر الفرنسي المسيطر آنذاك، بنفس الطريقة التي عمل بها بليز باسكال من أجل إصلاح النثر. تأثر كثيرا بهوراس .

## العائلة والتربية
بوالو هو الابن الخامس عشر لجيل بوالو. كان أبوه (جيل بوالو) موظفا في برلمان باريس. توفيت أمه وهو في الثانية من عمره.

## روابط خارجية
- نيكولا بوالو على موقع الموسوعة البريطانية (الإنجليزية)
- نيكولا بوالو على موقع ميوزك برينز (الإنجليزية)
- نيكولا بوالو على موقع إن إن دي بي (الإنجليزية)